# Paulinerkirche
La Paulinerkirche ou église universitaire Saint Paul (Unikirche, Pauliner) est une église protestante du XIIIe siècle, volontairement détruite par les autorités est-allemandes, qui se situait dans le centre-ville de Leipzig, en Allemagne, sur l'Augustusplatz.
Le bâtiment, consacré en 1240, était l'église abbatiale d'un couvent dominicain. Après sa dissolution en 1543, tous les bâtiments du monastère sont attribués à l'université de Leipzig au cours de la sécularisation.
L'église universitaire, qui avait survécu à la Seconde Guerre mondiale, a été dynamitée en 1968 à l'instigation de l'université et sur décision de l'administration municipale dirigée par le SED, parti alors au pouvoir en République démocratique allemande. À sa place se dresse aujourd'hui l'église universitaire Paulinum, un nouveau bâtiment qui intègre des éléments de l'ancienne église dans son architecture.

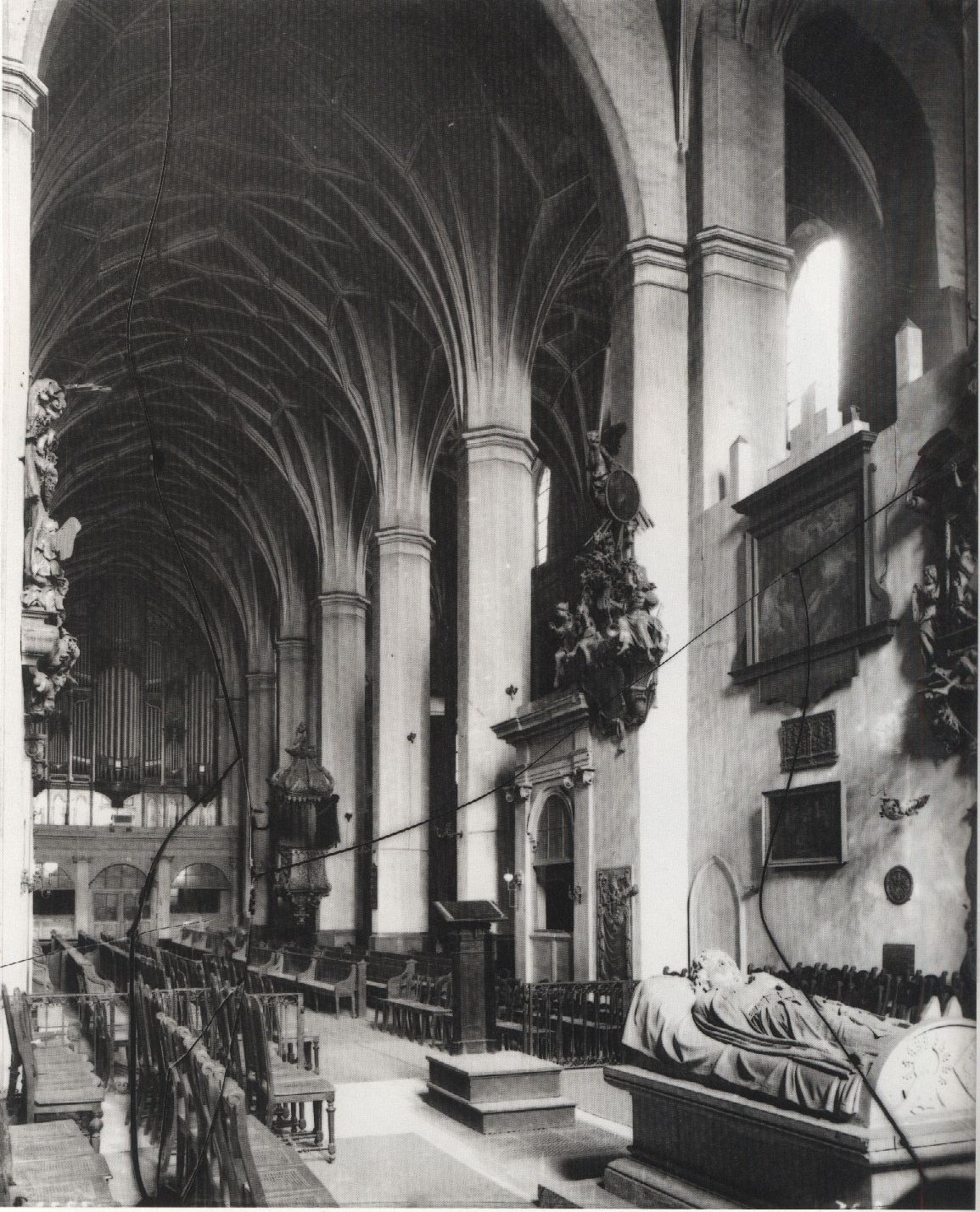
Vue intérieure, vers 1900.
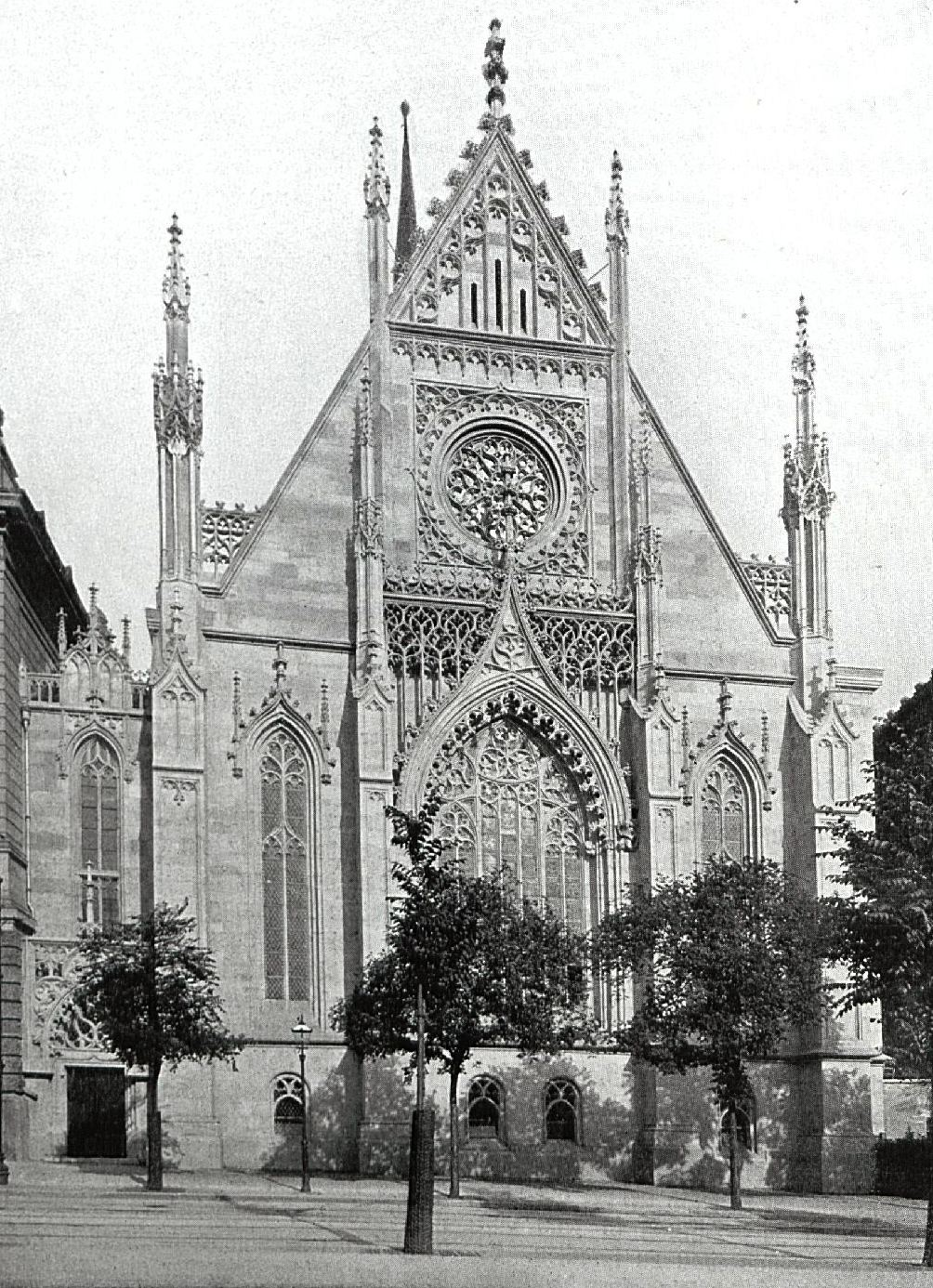
Façade, 1904.
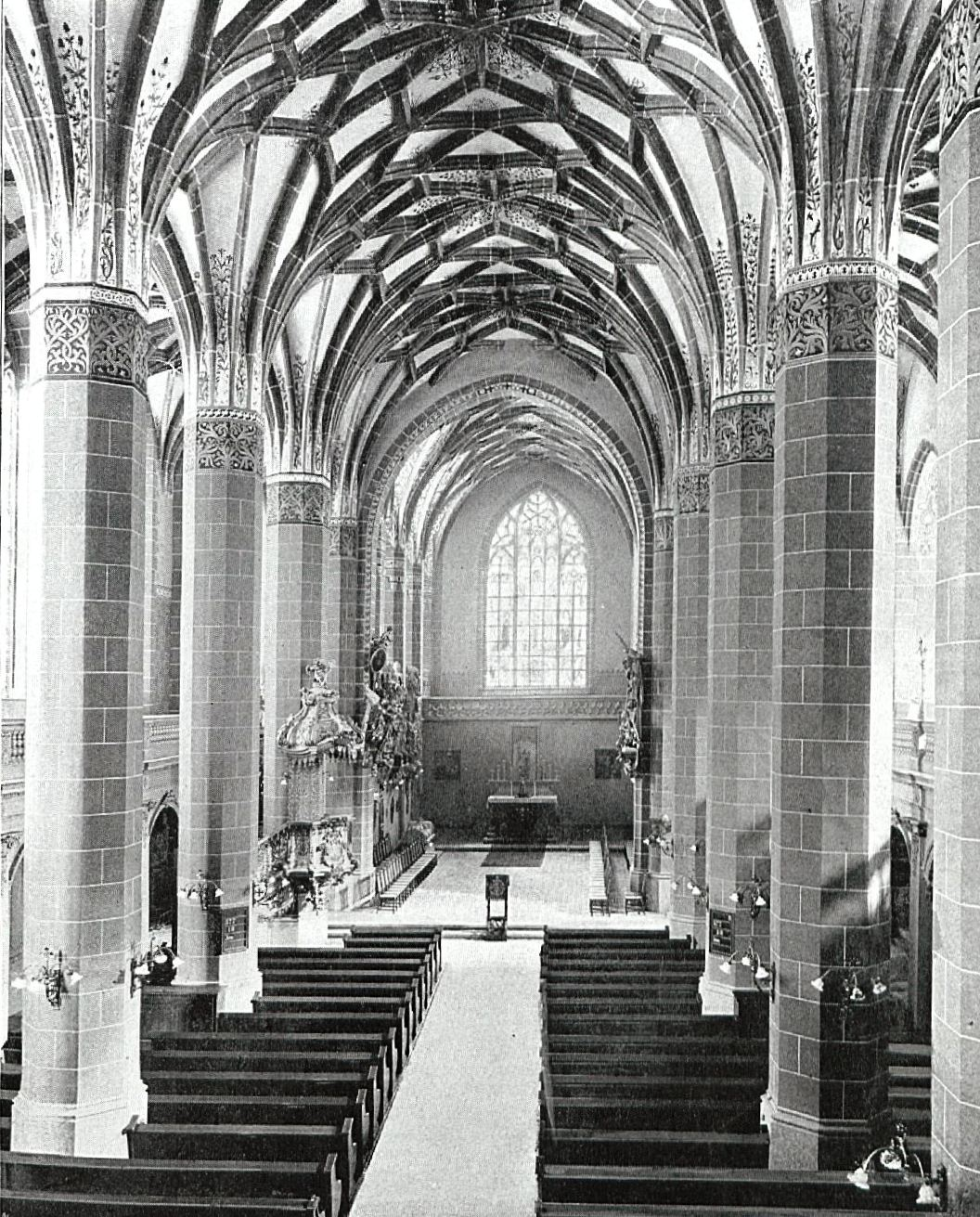
Intérieur, 1904.
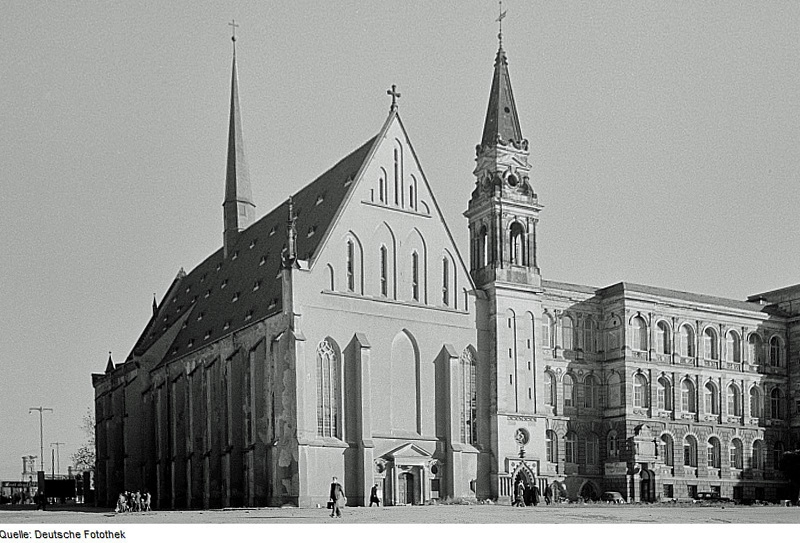
Vue de l'ouest, 1951.

## Église conventuelle dominicaine
Après l'installation des dominicains dans les murs de la ville de Leipzig, la construction d'une église conventuelle commence en 1231 sur la place à côté de la porte Grimma. La Paulinerkirche est consacrée en 1240.
L'église possède un chœur à nef unique et une nef à trois vaisseaux, typique de l'architecture des ordres mendiants du XIIIe siècle. En 1393, la chapelle Marienkapelle est ajoutée du côté nord. Au milieu du XVe siècle suivent la Haugkwitzsche, puis la Leimbachsche Kapelle et la Thümmelsche Kapelle.

## Réforme et transfert

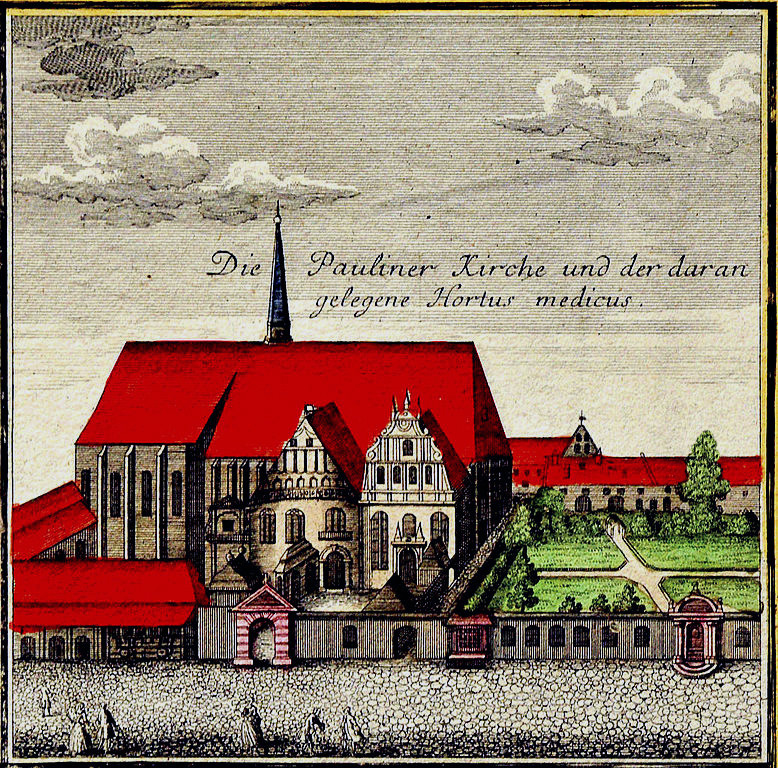
Gravure de 1749 ; à droite, le jardin botanique.

Après la propagation de la Réforme, le couvent est dissout en 1539, sécularisé et transféré à l'Université de Leipzig en 1543. Au cours de la reconversion de l'église en lieu de culte protestant, les autels sont démolis en 1542/1543, le jubé enlevé et les chapelles du côté nord démolies, à l'exception de la Marienkapelle qui comporte une entrée.
En 1545, la Paulinerkirche est consacrée église universitaire protestante par Martin Luther. Dès lors, l'église est à la fois lieu de culte et auditorium pour les cérémonies académiques. En 1617 est ajoutée la chapelle Schwendendörff. En 1717, l'orgue, nouvellement construit par le maître d'orgue saxon Johann Scheibe (de), est vérifié par Jean-Sébastien Bach.

## XIXesiècle

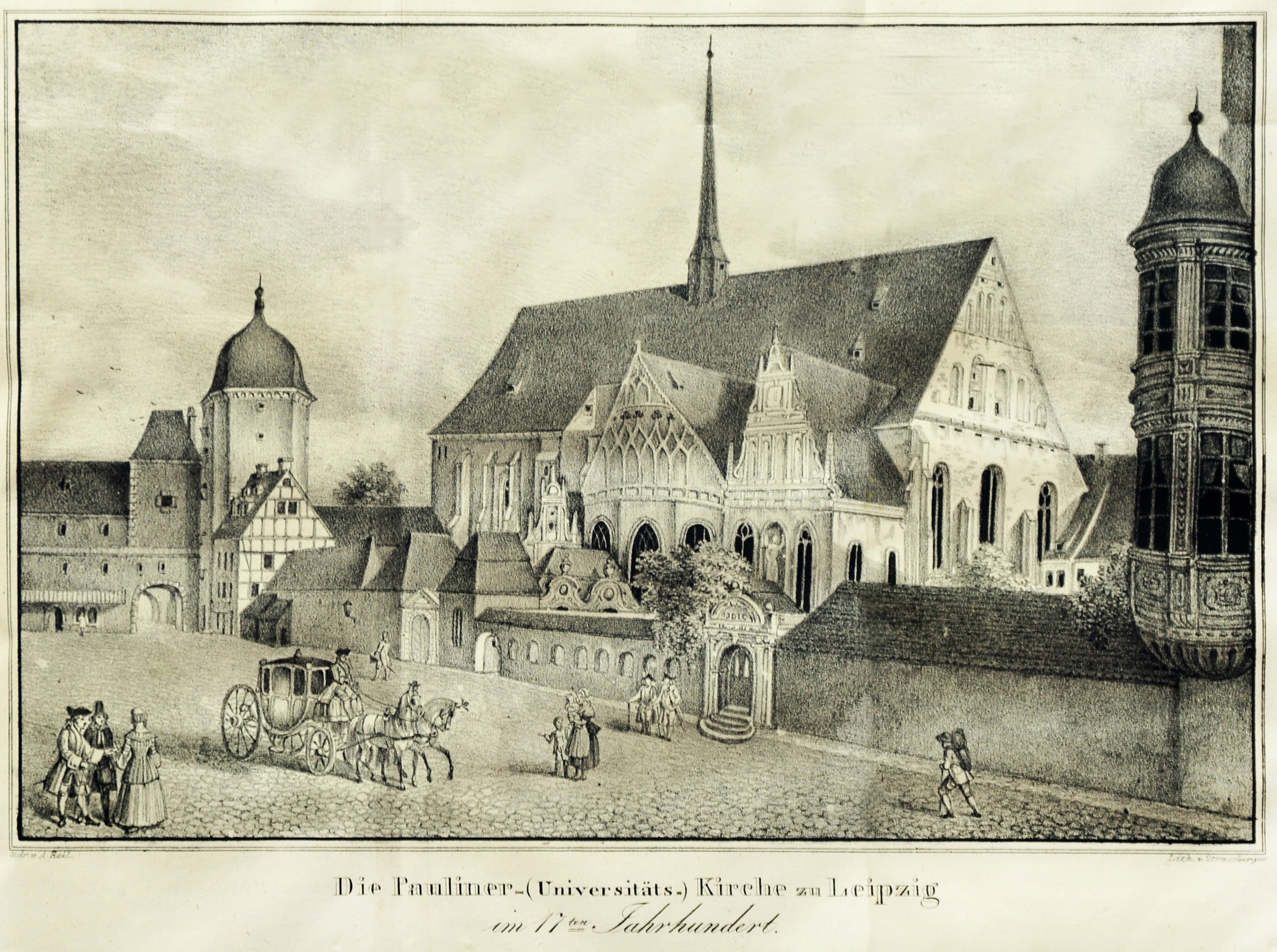
Lithographie de Ernst Wilhelm Straßberger, 1839.

Pendant la bataille de Leipzig en 1813, l'église sert de camp de prisonniers et d'hôpital. Après 1785, les fortifications de la ville sont rasées et le pignon de l'église qui faisait face au mur de la ville, est face à ce qui deviendra la place Augustusplatz. Pour la construction du bâtiment principal de l'Université, l'Augusteum (en) de 1831 à 1836, les anciens bâtiments du monastère jouxtant l'église au sud, inutilisés et vétustes, sont démolis.
Felix Mendelssohn y interprète l'oratorio Israël en Égypte de Haendel le 7 novembre 1836.
Vers 1841, Johann Gottlob Mende construisit un nouvel orgue principal. En 1844, les chapelles du côté nord sont démolies.
Avec la refonte de l'Augusteum en 1897 dans un style néo-renaissance, l'église reçoit une nouvelle façade de style néo-gothique.

## Destruction planifiée
En mai 1968, le Politburo du Comité central du SED présidé par Walter Ulbricht, confirme le plan de développement de la Karl-Marx-Platz de Leipzig, incluant la démolition de la Paulinerkirche. Le sénat de l'université donne son accord le 16 mai et le conseil municipal de Leipzig le 23 mai. On compte un seul vote contre au sénat universitaire, et un seul vote contre au conseil municipal. Des protestations se font entendre, en particulier à la faculté de théologie : l'étudiant en théologie Nikolaus Krause est condamné à 22 mois de prison pour « protestation interne » contre la démolition. Un groupe d'étudiants du séminaire théologique de Leipzig manifeste le jour du dynamitage et est condamné à des peines de prison.

## Période contemporaine
Après des débats sur la refonte du campus universitaire à la fin des années 1990 et des plans controversés, la refonte du complexe universitaire comprend un bâtiment semblable à une église, le « Paulinum - auditorium et église universitaire », dont la construction débute en 2007 sur des plans d'Erick van Egeraat. Il est inauguré le premier week-end de décembre 2017 après des retards de chantier.

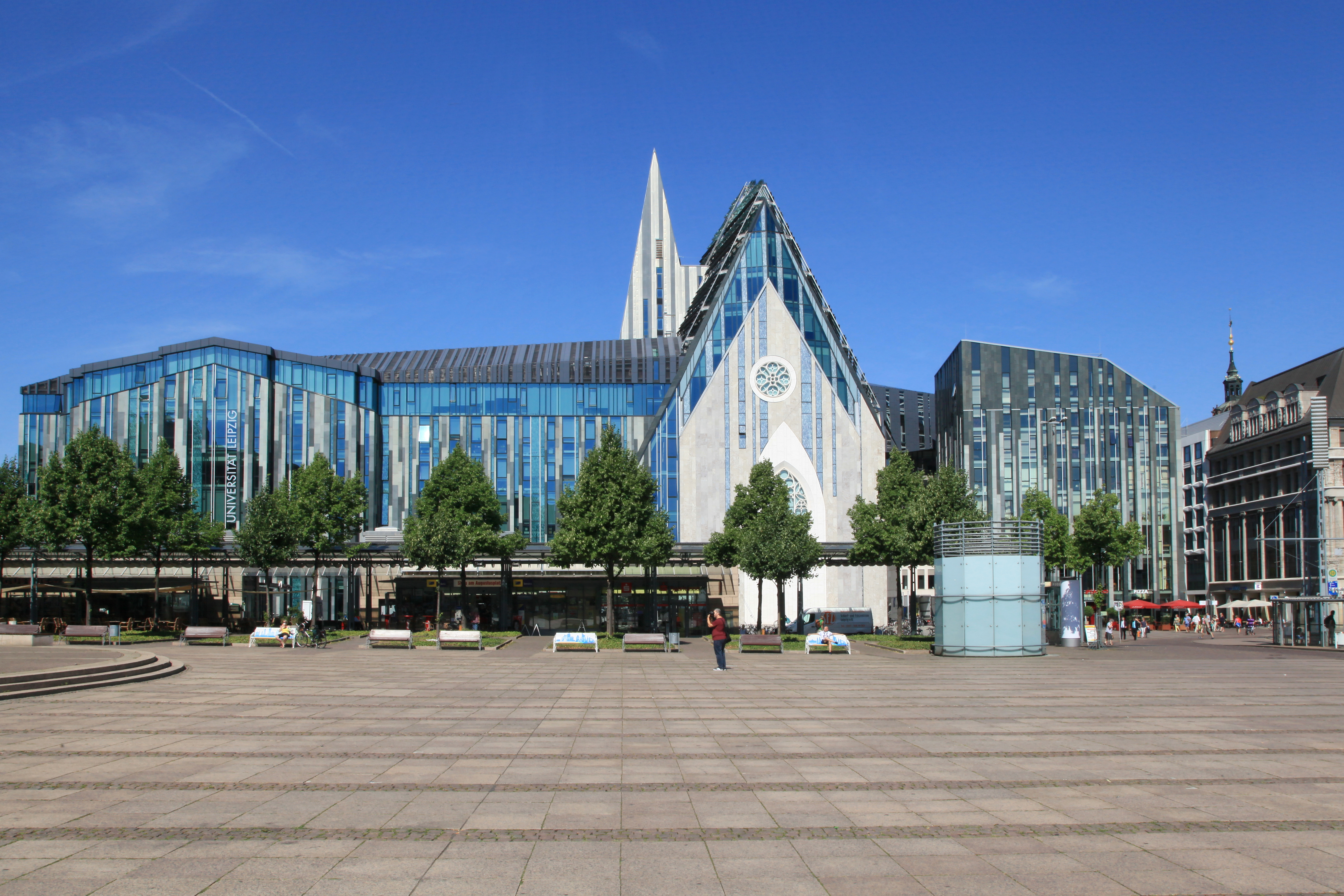
La Paulinum – Aula und Universitätskirche St. Pauli, à l'emplacement de l'ancienne église.
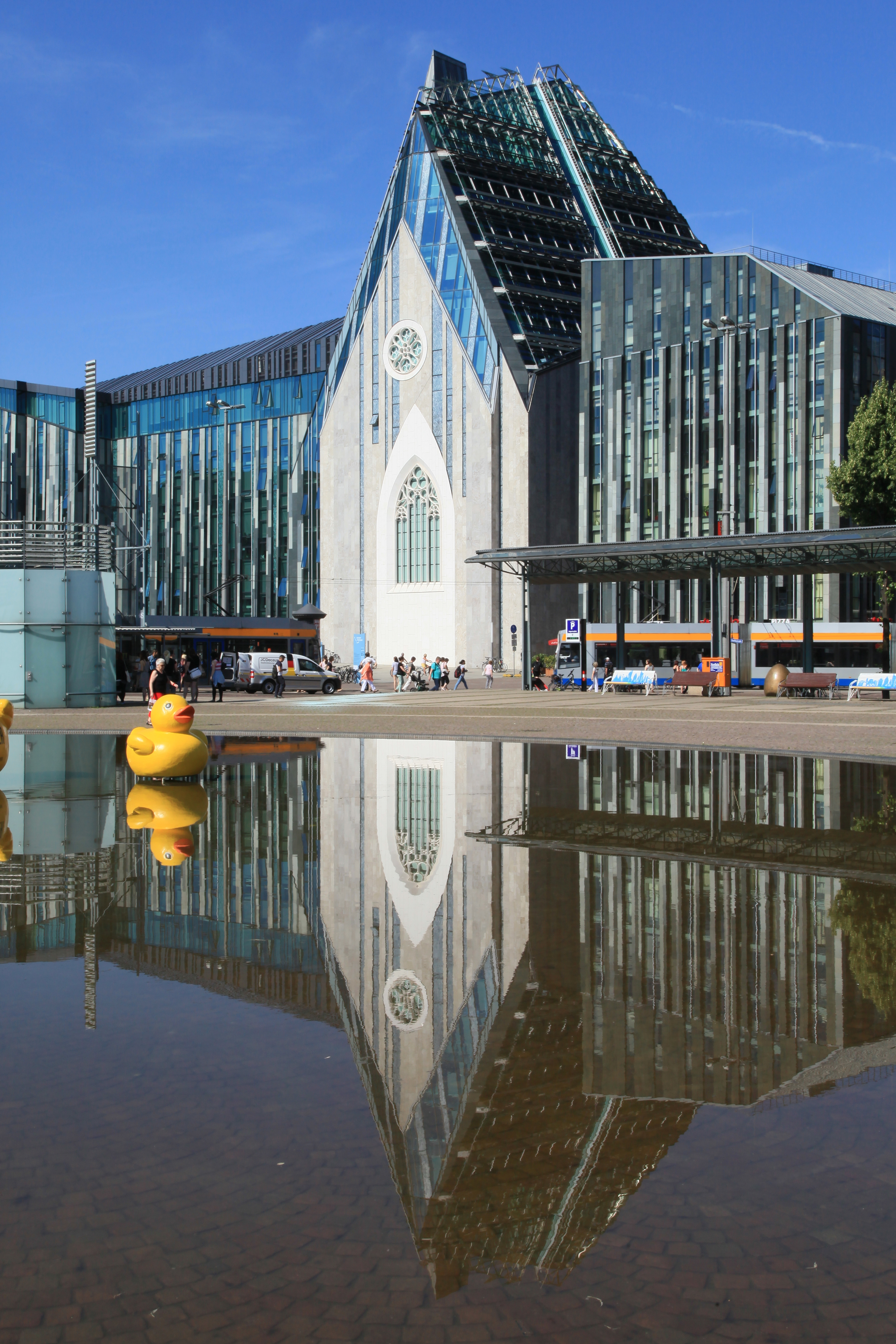
Paulinum
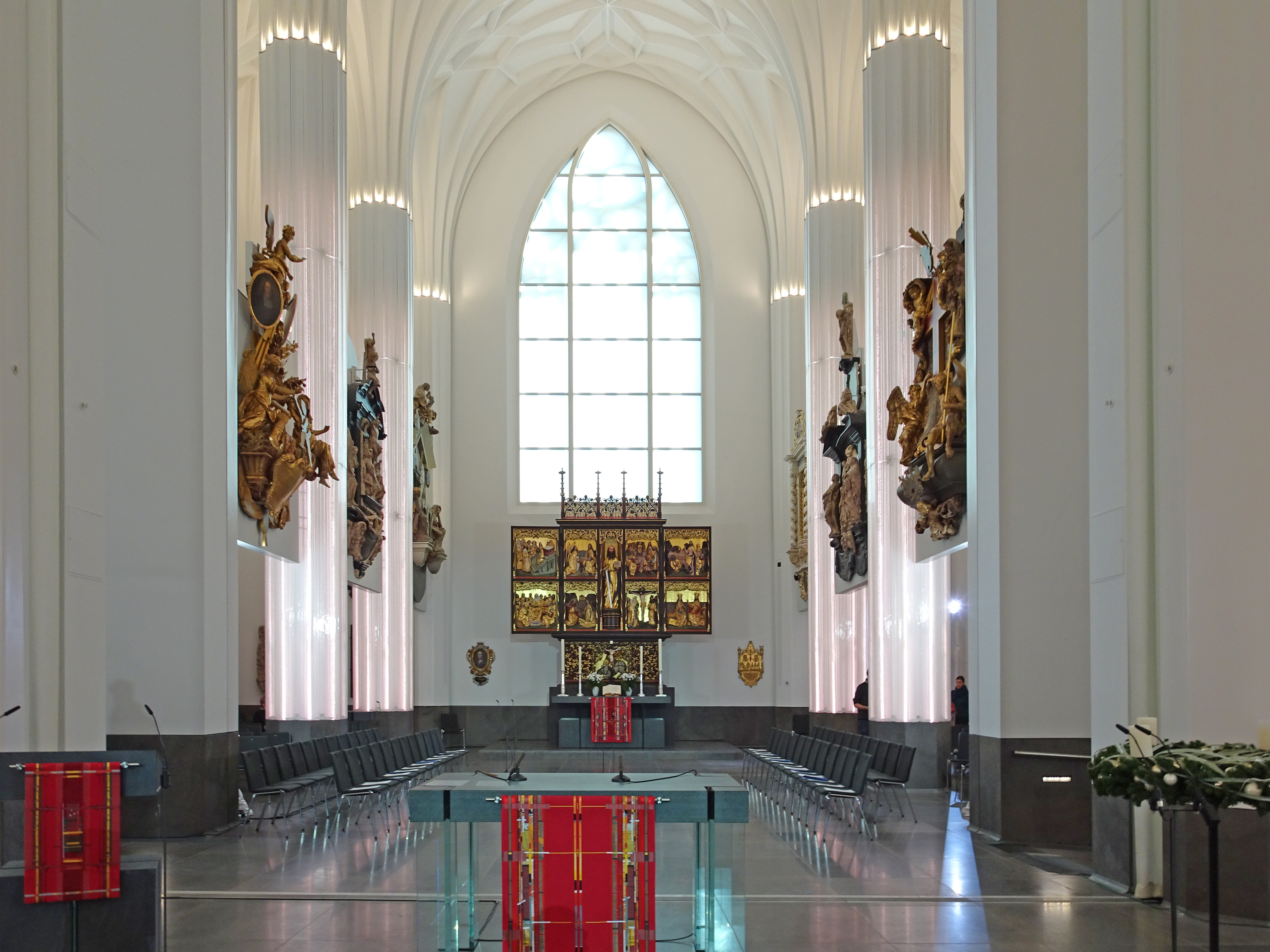
Vue intérieure vers l'autel.
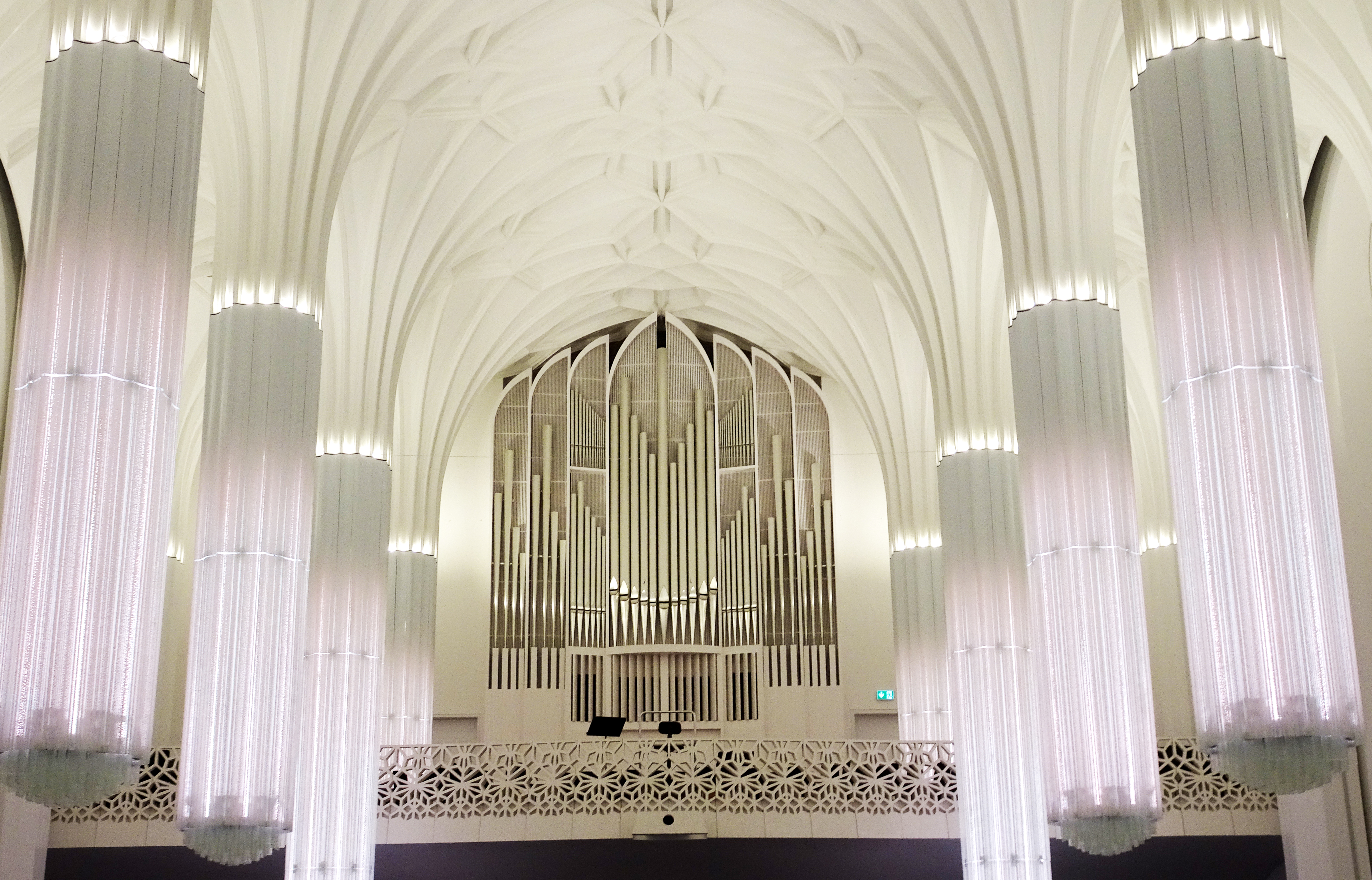
L'orgue.